# Бердал, Ингрид Бульсё
Ингрид Бульсё Бердал (норв. Ingrid Bolsø Berdal; род. 2 марта 1980, Иннерёй, Нур-Трёнделаг, Норвегия) — норвежская актриса, получившая известность благодаря фильмам «Остаться в живых», «Остаться в живых 2: Воскрешение» и «Запретная зона».

## Биография
В школе Бердал серьёзно увлеклась музыкой и после окончания продолжила обучение музыке в университете Тронхейма. Затем она переехала в Осло, поступив в Национальную академию искусств, где изучала актёрское мастерство.
Тогда же она играла на сцене Норвежского театра в Осло и была награждена норвежской театральной премией «Гедда» в номинации «Дебют года».
В 2006 году она снялась в фильме «Остаться в живых», после чего стала популярной актрисой. За этот фильм в 2007 году она получила норвежскую премию «Аманда» в категории «Актриса года». За продолжение фильма — «Остаться в живых 2: Воскрешение» — в 2009 году она была снова выдвинута на эту премию.

## Фильмография
| Год  |   | Русское название                | Оригинальное название            | Роль            |
| ---- | - | ------------------------------- | -------------------------------- | --------------- |
| 2006 | ф | Терье Виген                     | Terje Vigen                      | Ида Виген       |
| 2006 | ф | Сыновья                         | Sønner                           | Норунн          |
| 2006 | ф | Остаться в живых                | Fritt vilt                       | Янике           |
| 2008 | ф | Остаться в живых 2: Воскрешение | Fritt vilt II                    | Янике           |
| 2010 | с | От сердца к сердцу              | Hjerte til hjerte                | Ингрид          |
| 2010 | ф | Опочтарение                     | Going postal                     | сержант Ангва   |
| 2011 | ф | Я еду одна                      | Jeg reiser alene                 | Herdis Snartemo |
| 2012 | с | Адский фьорд                    | Hellfjord                        | Юханне          |
| 2012 | ф | Пленница. Побег                 | Flukt                            | Дагмар          |
| 2012 | ф | Запретная зона                  | Chernobyl Diaries                | Зоуи            |
| 2013 | ф | Охотники на ведьм               | Hansel and Gretel: Witch Hunters | Рогатая ведьма  |
| 2014 | ф | Геракл                          | Hercules                         | Аталанта        |
| 2016 | с | Мир Дикого запада               | Westworld                        | Амистис         |
| 2019 | ф | Шпионка                         | Spionen                          | Соня Вигерт     |
| 2022 | ф | Все ненавидят Юхана             | Alle hater Johan                 | Солвор          |
| 2022 | ф | Двое против пришельцев          | Blasted                          | Йёрдис          |
| 2023 | с | —                               | Die Saat - Tödliche Macht        | Тея Корен       |
| 2024 | с | Остров Пальма                   | La Palma                         | Еннифер         |